# Lingua atayal
La lingua atayal è la lingua parlata dal popolo Atayal di aborigeni taiwanesi. I suoi dialetti principali sono lo squliq ed il c'uli' (o ts'ole', il quale include il sottodialetto mayrinax, di cui si hanno diverse testimonianze e documentazioni).
L'atayal, appartenente alle lingue austronesiane, è scritto con l'alfabeto latino. Esiste un dizionario atayal-inglese curato da Søren Egerod, diversi testi di grammatica e, dal 2002, una Bibbia tradotta in atayal.

## Fonologia

### Vocali
|        | Anteriori | Centrali | Posteriori |
| ------ | --------- | -------- | ---------- |
| Chiuse | i iː      |          | u uː       |
| Medie  | e         | ə        | o          |
| Aperte |           | a        |            |

### Consonanti
|              |              | Bilabiali | Alveolari | Palatali | Velari | Uvulari | Glottidali |
| ------------ | ------------ | --------- | --------- | -------- | ------ | ------- | ---------- |
| Occlusive    | Occlusive    | p         | t         |          | k      | q       | ʔ          |
| Affricate    | Affricate    |           | ts        |          |        |         |            |
| Fricative    | Sorde        |           | s         |          | x      |         | h          |
| Fricative    | Sonore       | β         |           |          | ɣ      |         |            |
| Nasali       | Nasali       | m         | n         |          | ŋ      |         |            |
| Laterali     | Laterali     |           | l         |          |        |         |            |
| Monovibranti | Monovibranti |           | ɾ         |          |        |         |            |
| Vibranti     | Vibranti     |           | r         |          |        |         |            |
| Semivocali   | Semivocali   | w         |           | j        |        |         |            |